# Pedro Arruebo
Pedro Arruebo o Pedro de Arruebo, (Tramacastilla de Tena, 1608-) fue un campesino, labrador y ganadero aragonés que fue el objeto de un proceso por brujería entre 1637 y 1640.

## Historia
El fenómeno social de la brujería se manifiesta en el siglo XVII en el Alto Aragón, donde un gran número de mujeres se dicen poseídas por el demonio. La justicia ordinaria promulga una especie de estado de excepción con el fin de perseguir a hechiceros y brujas. De hecho, hay tres jurisdicciones para tratar estos casos: la justicia episcopal, la justicia ordinaria, y la justicia real, según el rango de la acusación. Cinco grandes casos de brujería tienen lugar en Aragón, entre los cuales el caso de Pedro Arruebo es el más emblemático.
Entre 1637 y 1643, se producen varios casos de posesión en dos pueblos del valle de Tena, Tramacastilla y Sandiniés, implicando a 62 mujeres. El responsable e instigador de esta epidemia sería Pedro de Arrueba, un labrador y ganadero, instalado sobre la pardina (aprovechamiento agrícola) de Lartosa o La Artosa (hoy bajo las aguas del embalse hidroeléctrico de Búbal) y acusado de ser un hechicero. 
Inteligente, astuto, audaz, pero sobre todo atraído por las mujeres y la bebida, Pedro comienza huyendo ante una primera acusación. Sin embargo, en 1637 vuelve de incógnito, amenaza de muerte a las hijas de sus enemigos y las obliga a relaciones sexuales bajo la amenaza de hechizarlas. Los casos de posesión diabólica de mujeres se multiplican en los alrededores. El diablo aparece a numerosas ocasiones bajo formas variadas, como un sacerdote o un «francés». La situación llega hasta tal punto que el rey Felipe IV envía al lugar al inquisidor general, Bartolomé Guijarro y Carrillo. Éste muere durante su investigación y se sospecha que Pedro Arruebo haya provocado esta muerte « por maleficios ». Los procesos se retoman y, al final, Pedro comparece ante el tribunal de la Inquisición en Zaragoza entre los años 1635 y 1640. Entre sus cómplices principales figuran dos de sus compañeros de correrías, Miguel Guillén, un sastre, y Juan de Larrat, un cirujano de origen bearnés, así como Lucas Aznar y su hermana. 
Los rigores de la Inquisición se habían atenuado en el siglo XVII y las penas de muerte, frecuentes en el siglo precedente ya no son aplicadas (la última condena a muerte por la Inquisición en Aragón databa de 1537). No obstante, por orden del tribunal de la Inquisición, Pedro Arruebo, por haber « puesto el demonio en numerosos lugares, y dado al diablo más de mil seiscientas mujeres »  (esta cifra es considerada luego exagerada y reducida a poco más de doscientas), se le condena a 200 latigazos y pena de galeras, lo que significa, en la práctica, la muerte.
Después del proceso, cerca de doscientas mujeres fueron reunidas para una gran sesión de exorcismo ante la iglesia de Tramacastillo, donde se tuvo lugar también un auto de fe con los amuletos y material de hechicería. 
El rastro de Pedro Arruebo se pierde entonces. Un documento señala su presencia en Madrid, lo que podría hacer pensar que evade la pena o que se le conmuta por una peregrinación a Roma.
Estos hechos fueron relatados por Blasco de Lanuza en un libro publicado en 1653 : Patrocinio d'anchels y combate de demonios (« amparo de ángeles y combate de demonios »).